# Historia Norvegiæ
L'Historia Norvegiæ è una breve storia della Norvegia scritta da un monaco intorno alla seconda metà del XII secolo. L'unico manoscritto esistente, proprietà privata del conte di Dalhousie e conservato nel castello di Brechin in Scozia, è frammentario; in precedenza era stato datato intorno al XV secolo, ma ora sembra che sia datato intorno al 1500-1510 (Kunin e Phelpstead, 2001). Esso contiene:
- una breve panoramica della geografia della Norvegia e dei suoi domini, seguiti da una breve storia della Norvegia;
- la genealogia degli jarl delle Orcadi;
- una lista dei re di Norvegia.

Il testo è importante, tra le altre cose, perché esso costituisce una versione (in traduzione latina) dell'Ynglingatal di Þjóðólfr da Hvinir indipendente da quella della Saga degli Ynglingar dell'Heimskringla. Esso contiene inoltre alcuni dettagli etnografici unici, tra cui una descrizione delle tecniche sciamaniche dei Sami. È la più antica testimonianza di molti dei fatti storici di cui tratta.
Insieme all'Ágrip af Nóregskonungasögum e all'opera di Theodoricus monachus, l'Historia Norvegiæ è una delle storie sinottiche norvegesi. Si pensa che sia stata la prima ad essere scritta, probabilmente tra il 1160 e il 1175, anche se il dibattito è stato lungo e il 1220 sarebbe stato un termine più conservatore. È stata forse composta da qualche parte nella Norvegia orientale.
Il manoscritto fu reso pubblico da P. A. Munch nel 1850 col titolo Symbolæ ad Historiam Antiquiorem Rerum Norwegicarum. L'edizione standard è stata per molti anni quella di Storm (1880) e la prima traduzione inglese quella di Kunin e Phelpstead (2001); una nuova edizione critica con traduzione è apparsa nel 2003.